# Julianne Hough
Alexandra Julianne Hough (sinh ngày 20 tháng 7 năm 1988) là một nữ vũ công, diễn viên, ca sĩ và nhân vật truyền hình người Mỹ. Cô được biết đến là quán quân của chương trình "Dancing with the Stars".

## Tiểu sử
Julianne Hough sinh ra và lớn lên ở Orem, Utah, một vùng ngoại ô của thành phố Salt Lake, là con út của một gia đình có năm người con. Mẹ cô là Mari Anne (nhũ danh Heaton) và cha là Bruce Robert Hough, người đã hai lần làm Chủ tịch Đảng Cộng hòa ở bang Utah. Anh trai cô, Derek Hough, cũng là một vũ công chuyên nghiệp. Cô cũng có ba chị em lớn tuổi, Sharee, Marabeth, và Katherine. Tất cả đều được học múa vũ công. Cô được sinh ra trong một gia đình nghệ sĩ múa, riêng Julianne ngay từ nhỏ đã được kỳ vọng trở thành một vũ công chuyên nghiệp, một ngôi sao trên sân khấu. 10 tuổi Julianne đã cùng anh trai là Derek Hough đã được cha mẹ gửi qua Luân Đôn để theo đuổi trường đào tạo vũ công, sân khấu chuyên nghiệp.

## Nghiệp múa
Tại Luân Đôn, Julianne Hough đã được huấn luyện viên từng là bạn thân của cha mẹ cô Corky và Shirley Ballas hướng dẫn. Cô bé được các vũ sư lựa chọn vào lớp năng khiếu tài năng khác như hát, Jazz, ballet và nhiều thể loại khiêu vũ. Julianne cũng được chọn để thành lập nhóm nhảy tham gia các cuộc thi chuyên nghiệp.
Đến năm 12 tuổi cô đã tham gia một cuộc thi khiêu vũ cấp quốc gia tại Anh, Mỹ, châu Âu và thường xuyên xuất hiện trên các kênh truyền hình Anh, lúc này cô bé cũng chỉ mới được biết đến là một vũ công trẻ tài năng nhưng mức độ nổi tiếng của một ngôi sao thì phải đến khi Hough 15 tuổi. Julianne Houg được báo chí nhắc tới là vũ công người Mỹ duy nhất và trẻ nhất giành chiến thắng trong cuộc thi khiêu vũ quy mô quốc tế Blackpool Dance Festival. Vào 18 tuổi, Julianne Hough được báo chí nhắc tới là vũ công trẻ nhất giành chiến thắng trong cuộc thi Dancing with the Stars của Hoa Kỳ). Báo chí lúc này đã đánh giá Julianne Hough là một ngôi sao khiêu vũ đầy tài năng. Từ đây sự nghiệp của cô có điều kiện phát triển.